# Au soleil de Marseille
Pour plus de détails, voir Fiche technique et Distribution.
Au soleil de Marseille est un film français réalisé par Pierre-Jean Ducis, sorti en 1938.

## Fiche technique
- Titre : Au soleil de Marseille
- Réalisation : Pierre-Jean Ducis
- Scénario : d'après l'opérette d'Audiffred, Marc-Cab et Charles Tutelier
- Photographie : Fred Langenfeld
- Musique : Georges Sellers
- Son : René Louge
- Décors : Jaquelux
- Production : Productions Henri Ullmann
- Format :  Noir et blanc - 35 mm - Son mono
- Pays d'origine :  France
- Durée : 68 minutes
- Date de sortie : France - 4 mai 1938

## Distribution
- Henry Garat : Henri
- Mireille Ponsard : Mimi Cassis
- Gorlett : Fenouil
- Fernand Charpin : Cassis
- Germaine Sablon : Ginette
- Zizi Festerat : Meulenbeek
- Rittche : Sidol
- Henri Vilbert : Marius
- Mado France : Maricke
- Charles Lemontier